# East Chiltington
East Chiltington – wieś w Anglii, w hrabstwie East Sussex, w dystrykcie Lewes. Leży 66 km na południe od Londynu. W 2004 miejscowość liczyła 324 mieszkańców.